# Рассвет (Вологодская область)
Рассвет — деревня в Кирилловском районе Вологодской области.
Входит в состав Николоторжского сельского поселения, с точки зрения административно-территориального деления — в Волокославинский сельсовет.
Расстояние до районного центра Кириллова по автодороге — 37 км, до центра муниципального образования Никольского Торжка по прямой — 5 км. Ближайшие населённые пункты — Громуха, Осник, Федяево.

## История
В 1966 г. указом президиума ВС РСФСР деревня Титькино переименована в Рассвет.

## Население
| 2010 |
| ---- |
| 0    |